# 田野町
田野町（日语：／ Tano chō */?）是位於日本高知縣東部的町，也是全四國面積最小的行政區劃。南邊面向土佐灣，西邊為大野台地，城鎮中心則座落在奈半利川出海口的右岸。田野町的人口密度在高知縣內排名第二，僅次於高知市。當地以林業與農業為主。
田野町整體氣候炎熱潮濕，幾乎不會下雪。當地的年均溫為17度，冬季最低氣溫鮮少低於零度，年均降雨量則約2094毫米。當地在夏秋兩季常遭颱風和豪雨侵襲，對農作物和房屋造成損壞。

## 人口
| 田野町人口分布圖 |                                               |  |
| 田野町與日本全國年齡別人口分布比較圖 （2005年資料） | 田野町的年齡、男女別人口分布圖 （2005年資料） |  |
| ■紫色是田野町 ■綠色是全国 | ■藍色是男性 ■紅色是女性                       |  |
| 田野町人口變化 \| 1970年 \| 4,323人 \| \| \| 1975年 \| 4,279人 \| \| \| 1980年 \| 4,149人 \| \| \| 1985年 \| 3,814人 \| \| \| 1990年 \| 3,682人 \| \| \| 1995年 \| 3,575人 \| \| \| 2000年 \| 3,315人 \| \| \| 2005年 \| 3,236人 \| \| \| 2010年 \| 2,932人 \| \| \| 2015年 \| 2,733人 \| \| \| 2020年 \| 2,498人 \| \| |                                               |  |
| 資料來源：日本總務省統計中心提供之人口普查數據 |                                               |  |
| 1970年 | 4,323人                                       |  |
| 1975年 | 4,279人                                       |  |
| 1980年 | 4,149人                                       |  |
| 1985年 | 3,814人                                       |  |
| 1990年 | 3,682人                                       |  |
| 1995年 | 3,575人                                       |  |
| 2000年 | 3,315人                                       |  |
| 2005年 | 3,236人                                       |  |
| 2010年 | 2,932人                                       |  |
| 2015年 | 2,733人                                       |  |
| 2020年 | 2,498人                                       |  |

## 歷史
當地在令制國時代屬於土佐國安藝郡。鎌倉時代初期，遭受流放的公家一門在此定居。之後這些公家為治理奈半利川而設立田野鄉。江戶時代中期，田野鄉成為以魚梁瀨山為中心產出的木材的集散地，並作為土佐國東部地區的經濟中心而開始繁榮。1889年日本實施町村制後，設立的近代的行政區劃田野村，1920年5月1日田野村升格改制為田野町，至今超過一百年的時間行政區劃範圍皆未曾有過變化。

## 交通
町内唯一的鐵路車站是土佐黑潮鐵道阿佐線的田野車站，往西可通往高知市。客運則有高知東部交通所經營的路線可往返周邊城鎮。田野町在20世紀初曾開闢魚粱瀨森林鐵道，直到1960年代才停止使用。

### 鐵路
- 土佐黑潮鐵道
  - 阿佐線：（←安田町） - 田野車站 - （奈半利町）

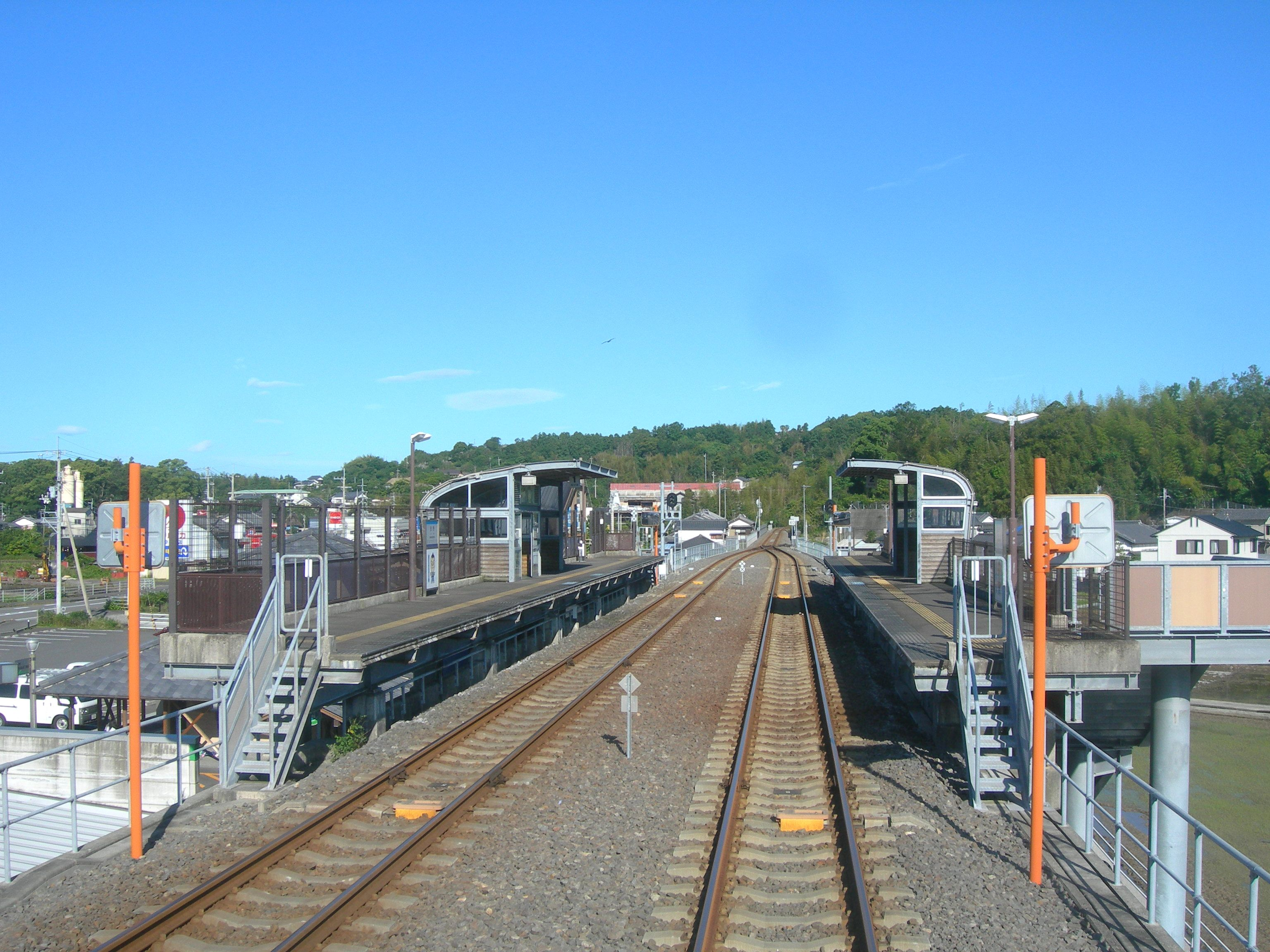
田野車站

## 教育
田野町內有僅有一所高中－高知縣立中藝高等學校、一所中學－田野中學校、一所小學－田野小學校，與兩間幼稚園。

## 本地出身之名人
- 清岡道之助（日语：清岡道之助）：幕末土佐藩志士、土佐勤王黨成員
- 清岡公張（日语：清岡公張）：幕末土佐藩志士、子爵

## 外部連結
- （日語） 維客旅行上的田野町
- （日語） 中藝廣域聯合 （页面存档备份，存于）